# Standarten-Oberjunker
 (mai 2008).
Améliorez-le ou discutez des points à vérifier. 
Standarten-Oberjunker est un grade dans la SS
- Équivalent Wehrmacht : Oberfähnrich
- Équivalent armée française : aspirant